# SN 2006Z
SN 2006Z – supernowa typu Ia odkryta 1 lutego 2006 roku w galaktyce A134458+2618. W momencie odkrycia miała maksymalną jasność 20,40m.